# 黃合秀
黃合秀（英語：Season Wong Hop Sau，1990年5月18日—），香港新聞工作者，畢業於香港潮陽小學、元朗商會中學以及香港理工大學，是ViuTV前財經高級主播、鳳凰衛視香港台前新聞主播及now TV前藝員。及後轉為有線新聞及HOY TV財經主播，於港股交易日主持交易所直播室。

## 電台節目主持
- 2012年：now 101台《18/22》節目成員
- 2013年：now TV 觀星台娛樂新聞主持
- 2015年：鳳凰衛視香港台財經節目《金股齊明》主持及主編
- 2015年：鳳凰衛視香港台主持鳳凰晨早新聞、鳳凰午間新聞、鳳凰六點新聞、鳳凰快報
- 2015年：鳳凰衛視香港台《港人自講》主持
- 2016年：香港電視娛樂 ViuTV《智富通》主播
- 2018年：香港電視娛樂 ViuTV《智富通》高級主播
- 2019至2020年：雅虎香港 YahooTV《Money Talk》及《都市擂台》節目主持
- 2021年：香港有線新聞財經組主播、Sun Channel主持

## 外部連結
- 黃合秀的Facebook專頁
- 黃合秀的Instagram帳戶